# Solid (Ashford & Simpson)
Solid is een single van het duo Ashford & Simpson uit 1984.
Het een single van het album: "Solid" uit 1984. 

## Hitnotering

### Nederlandse Top 40
| Positie: | 36 | 26 | 16 | 8 | 4 | 3 | 4 | 5 | 11 | 17 | 27 | uit |

### NederlandseMega top 50
| Positie: | 43 | 18 | 5 | 4 | 3 | 4 | 4 | 5 | 8 | 11 | 20 | 27 | 39 | uit |

### VlaamseUltratop 50
| Positie: | 20 | 17 | 7 | 2 | 2 | 5 | 5 | 7 | 9 | 18 | uit |

### NPO Radio 2 Top 2000
| Nummer met noteringen in de NPO Radio 2 Top 2000 | '99  | '00-'01 | '02  |
| ------------------------------------------------ | ---- | ------- | ---- |
| Solid                                            | 1852 | -       | 1198 |

1. ↑  Een '-' betekent dat het nummer niet was genoteerd en een vetgedrukt getal geeft de hoogste notering aan.
2. ↑  Deze tabel is bijgewerkt tot en met de laatste editie (2024).